# Krimovica
Krimovica (srbsky Кримовица) je malá vesnice a přímořské letovisko v Černé Hoře. Je součástí opčiny města Kotor, od něhož se nachází asi 22 km jihozápadně. V roce 2003 zde žilo celkem 55 obyvatel.
Sousedními letovisky jsou Prijevor a Zagora.